# Richard Omaya Atuya
Richard Omaya Atuya, né le 25 décembre 1996, est un coureur de fond kényan spécialisé en course en montagne. Il a remporté le classement Classique de la Coupe du monde de course en montagne 2024.

## Biographie
Richard Omaya Atuya est repéré par l'équipe autrichienne run2gether au début de l'année 2024 lorsqu'il termine deuxième de la Barng'etuny Mountain Run derrière Patrick Kipngeno. Ayant rejoint l'équipe, il fait étalage de son talent en remportant la victoire lors de sa première course en Coupe du monde de course en montagne, la course de montagne du Grossglockner, ayant dominé l'épreuve de bout en bout. Deux semaines plus tard, il se retrouve dans le groupe de tête sur la montée du Nid d'Aigle. Aux chalets de Miage, il se détache seul en tête et s'impose avec 45 secondes d'avance sur son compatriote Josphat Kiprotich. Le 5 octobre, il s'élance sur la course de Šmarna Gora. En lutte pour la tête avec Josphat Kiprotich, il parvient à faire la différence à mi-parcours et accélère en seconde partie de course. Il remporte la victoire en 41 min 30 s et établit un nouveau record du parcours. Grâce à ses trois victoires, il remporte le classement Classique de la Coupe du monde.

## Palmarès
| no  | masculin          | Course                                 | Longueur | Départ             | Temps           |
| --- | ----------------- | -------------------------------------- | -------- | ------------------ | --------------- |
| 1re | Médaille d'or     | Course de montagne du Grossglockner    | 13,4 km  | 7 juillet 2024     | 1 h 10 min 4 s  |
| 1re | Médaille d'or     | Montée du Nid d'Aigle                  | 20 km    | 20 juillet 2024    | 1 h 46 min 55 s |
| 1re | Médaille d'or     | Course de montagne du Kitzbüheler Horn | 12,9 km  | 1er septembre 2024 | 58 min 19 s     |
| 1re | Médaille d'or     | Course de Šmarna Gora                  | 10 km    | 5 octobre 2024     | 41 min 30 s     |
| 1re | Médaille d'or     | Vertical Nasego                        | 4,2 km   | 24 mai 2025        | 33 min 23 s     |
| 2e  | Médaille d'argent | Course de montagne du Grossglockner    | 13,4 km  | 6 juillet 2025     | 1 h 14 min 29 s |
| 1re | Médaille d'or     | Vauban Mountain Trail KV               | 5,9 km   | 19 juillet 2025    | 40 min 40 s     |
| 1re | Médaille d'or     | Giir di Mont Uphill                    | 9 km     | 26 juillet 2025    | 39 min 49 s     |